# Merychippus

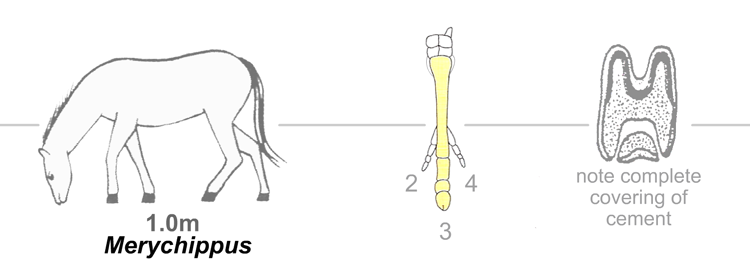
Ungefärlig höjd och utseende på Merychippushästen och hur dess tår såg ut. Även tänderna utvecklades och blev hårdare.

Merychippus var en av de forntida stamfäderna till den moderna hästen. Merychippus utvecklades för ca 25 miljoner år sedan ur föregångarna Miohippus och Parahippus. Den var stor som en kalv på ca 90 cm i mankhöjd och var nu mycket lik den moderna hästen. Hästen hade fortfarande tre tår men den mellersta tån var nu så pass utvecklad och stor att de två andra tårna sällan var till någon större nytta. 
Merychippus tänder var nu helt utvecklade och hästarna var enbart gräsätare. Ögonen satt nu som på dagens häst vilket gav en syn som var väl anpassad till hästens flyktinstinkter. 
En gren av Merychippusen, kallad Megahippus var något större.